# Rüdiger Barton

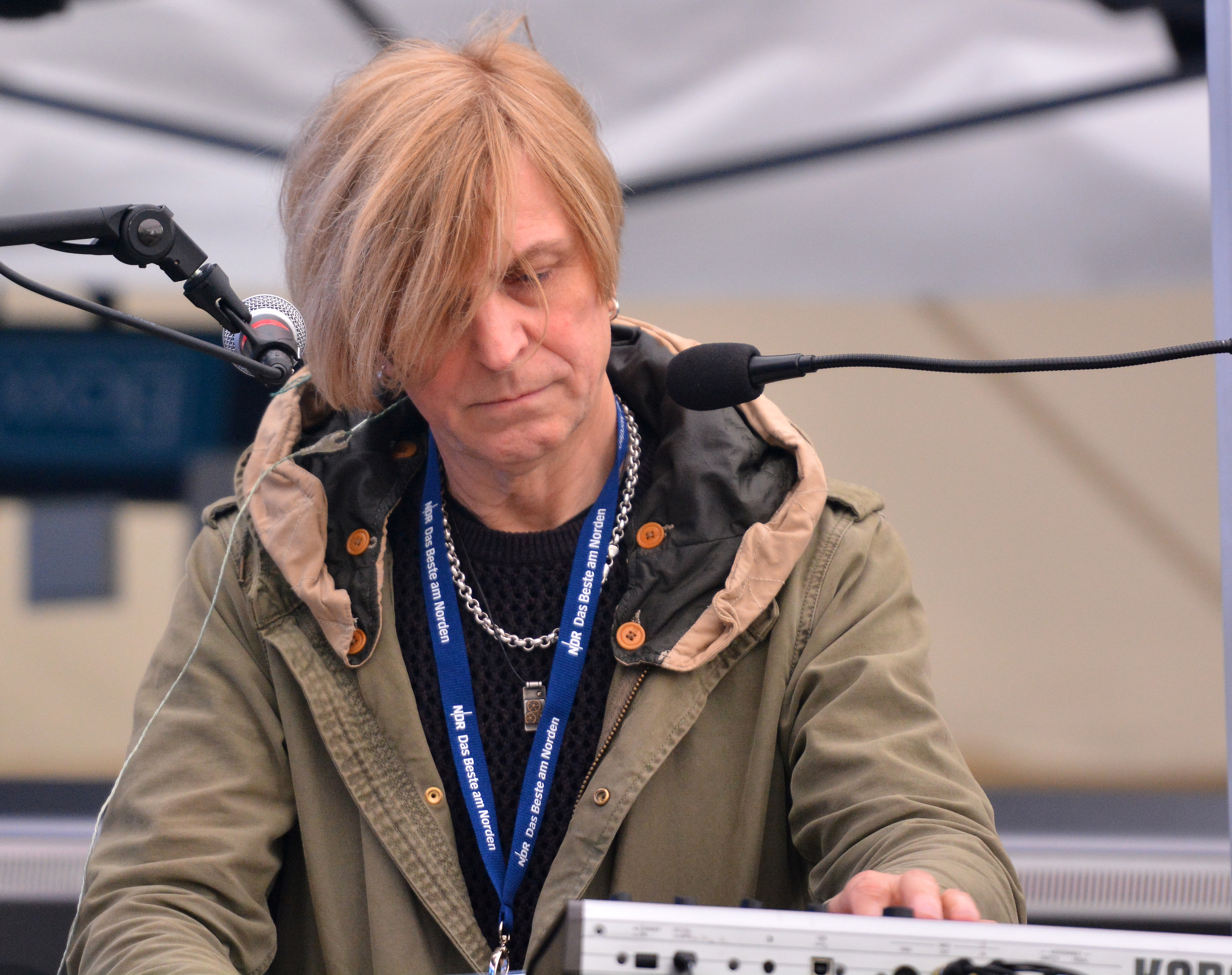
Rüdiger „Ritchie“ Barton, 2014

Rüdiger „Ritchie“ Barton (* 3. März 1954 in Weferlingen) ist ein deutscher Keyboarder und Komponist der Rockband Silly, Musikproduzent und Studiomusiker.

## Leben
Im Alter von sechs Jahren wurde er Mitglied im Fanfarenzug seiner Schule. Später stieg er in ein Jugendblasorchester ein und spielte viele verschiedene Instrumente wie (Schlagwerk, Posaune und Trompete). Mit acht Jahren bekam Rüdiger Klavierunterricht und gründete mit 13 eine Schulband, in der er als Gitarrist auftrat, später auch als Organist sowie Pianist. 1971 begann er an der Magdeburger Musikschule „Georg Philipp Telemann“ ein Abendstudium in den Fächern Klavier sowie Gehör- und Theoriebildung. In diese Zeit fällt auch die Gründung seiner Amateur-Band Quintessenz, in der auch neben anderen Gisbert Piatkowski und Bernd Schilanski spielten.
Nach dem Grundwehrdienst bei der NVA begann Barton 1976 ein Musikstudium für Tanz- und Unterhaltungsmusik mit dem Hauptfach Klavier an der Hochschule für Musik Franz Liszt Weimar. Ein Jahr später stieg er als Keyboarder in die Profi-Band Magdeburg ein. Bald darauf wurden die ersten eigenen Songs in den Berliner Rundfunkstudios produziert. Nach fünf Jahren Mitgliedschaft bei Magdeburg wechselte Barton gemeinsam mit Gisbert Piatkowski zu City und zog 1980 von Magdeburg nach Ost-Berlin. Bei einer Rund-Sendung in Halle 1981 lernte Barton die Sängerin Tamara Danz von der Band Silly kennen; die beiden wurden ein Paar.
1982 stieg Barton bei Silly ein; bei der Produktion von Sillys erster Langspielplatte Tanzt keiner Boogie? war er schon als Gastmusiker tätig gewesen. Rüdiger Ritchie Barton komponierte das besonders erfolgreiche Lied Bataillon d’amour.
Parallel zu Silly wurde er 1990 gemeinsam mit Tamara Danz und Uwe Hassbecker erstmals als Produzent anderer Musiker und Bands tätig. Im Team produzierten sie unter anderem „Gundermann & Seilschaft“. Als Studiomusiker spielte er z. B. bei Die Ärzte, Ulla Meinecke und Gerhard Gundermann verschiedene Instrumente mit ein.
Nach der Produktion und Veröffentlichung des Silly-Albums Hurensöhne beschlossen Danz, Barton und Hassbecker ein eigenes Studio aufzubauen, das „DanzmusikStudios“ getauft wurde und nun seit 1994 besteht. Bis zum Tod der Silly-Sängerin Tamara Danz am 22. Juli 1996 arbeitete Barton als Komponist und Keyboarder der Band.
Nach längerer Bühnenabstinenz wurde Barton, wie auch seine Silly-Kollegen Hassbecker und Jäcki Reznicek, im Jahr 2000 Mitglied in der Joachim-Witt-Band und ging mit ihr auf Tour mit dem Album Bayreuth 2. 2003 waren die drei Silly-Mitglieder mit der JUMP Arena Band auf Tour. Seit 2005 ist Barton erneut mit Silly auf der Bühne zu sehen. 2006 unternahm er mit Silly und Anna Loos die Elektro-Akustik-Tour. 2010 erschien das Studioalbum Alles Rot. Barton steuerte dazu etwa die Hälfte der Kompositionen bei.
Barton hat zwei Kinder.